# Орден Государственного флага
Орден Государственного флага (кор. 국기 훈장, гукки хунджанъ) — следующая, после ордена Ким Ир Сена и ордена Ким Чен Ира, высшая государственная награда Корейской Народно-Демократической Республики.

## История
Первая в истории северокорейская награда. Орден учреждён указом Президиума Верховного народного собрания КНДР 12 октября 1948 года. Вручается официальным лицам, трудящимся, воинским частям, правительственным учреждениям и различным организациям, особо отличившимся в военной, политической, экономической и культурной деятельности на благо страны.
Кроме того, орденом награждаются функционеры Трудовой партии Кореи за долголетнюю, безупречную работу (за 25 лет — 1-й степени, 20 лет — 2-й степени, 15 лет — 3-й степени).
Граждане КНДР, удостоенные почётных званий «Герой КНДР» и «Герой Труда», а также лауреаты награды Ким Ир Сена, одновременно становятся кавалерами ордена Государственного флага 1-й степени.
Орденом награждаются как граждане КНДР, так и зарубежные лица, внесшие значительный вклад в создание и развитие государства КНДР.

## Знаки ордена
Знак ордена 3-й степени представляет собой перевёрнутую пятиконечную многолучевую звезду с тремя шариками на каждом конце, наложенную на многолучевой пятиугольник. В центре звезды — десятиугольный медальон со слегка вогнутыми сторонами. По краю медальона идёт узкий ободок синей эмали, далее — широкий ободок красной эмали, в центре — вписанная в круг пятиконечная звёздочка с двуграными лучами. Знак раннего изготовления целиком серебряный, более позднего изготовления посеребренный, звёздочка  — позолоченная. На оборотной стороне знака нанесены название награды. На ранних экземплярах указывается так же номер награды. Диаметр 50 мм.
Знак ордена 2-й степени идентичен знаку 3-й степени, но перевёрнутая звезда — позолоченная, а поле под центральной звёздочкой серебристое. Диаметр 59 мм.
Знак ордена 1-й степени идентичен знаку 2-й степени, но целиком позолоченный. Диаметр 62 мм.
Знаки ордена носятся на левой стороне груди при помощи винтового или булавочного крепления, без ленты.
Для повседневной формы одежды предусмотрены планки из орденской ленты.